# 夏海雷
49°41′17″N 34°46′52″E / 49.68806°N 34.78111°E
夏海雷（羅馬化：Siahaily）是烏克蘭的村落，位於該國中部波爾塔瓦州，由波爾塔瓦區負責管轄，分別距離赫洛貝2公里和希雷3.5公里，海拔高度91米，2001年人口40。